# دیوید ناروز
دیوید ناروز (انگلیسی: David Narváez؛ زادهٔ ۱۱ ژوئیهٔ ۱۹۸۵) بازیکن فوتبال اهل اسپانیا است.
از باشگاه‌هایی که در آن بازی کرده‌است می‌توان به باشگاه فوتبال خرز اشاره کرد.